# D'Black
Vinícius Cardoso de Abreu (Rio de Janeiro, 14 de dezembro de 1984), mais conhecido pelo nome artístico D'Black, é um cantor, compositor brasileiro e ator. Ganhou notoriedade nacional no ano de 2008 com as músicas "Sem Ar" e "1 Minuto". Em 2017, o cantor entrou no talent show de calouros The Voice Brasil, onde foi finalista e conseguiu impulsionar sua carreira novamente. No ano seguinte, participou do reality show Power Couple Brasil com sua então esposa Nadja Pessoa.

## Primeiros anos
D'Black se interessou pelo mundo das artes muito cedo. Começou a cantar aos 10 anos no coral da escola e também passou a frequentar aulas de dança de salão, jazz e sapateado. Aos 17 anos, estudou canto e piano na Escola de Música Villa Lobos Em 2003, D'Black então com 18 anos, participou da segunda temporada do talent show Popstars, então exibido pelo SBT. Esta temporada do talent show escolheria cinco participantes para formar um grupo musical, no qual D'Black acabou não sendo selecionado. No fim estes cinco participantes selecionados nesta temporada do talent show Popstars, acabaram formando a boy band Br'oz. Logo depois, ele participou do processo de seleção para entrar como participante em outro talent show que foi o Fama, então exibido pela Rede Globo, mas acabou não sendo selecionado para entrar neste talent show.

## Carreira
Aos 20 anos, em 2005, gravou seu primeiro CD demo, Soul Brasileiro, com o dinheiro que o pai estava guardando para comprar um carro. O CD tem 6 faixas, incluindo a música "Sem Ar", numa versão acompanhada por piano. Apenas com 23 anos, em 2008, D'Black teve sua primeira grande oportunidade quando foi aprovado para participar do filme Maré, Nossa História de Amor, por conta da sua afinidade com a dança e música.
Em 2008, foi contratado pela gravadora Universal e lançou o álbum Sem Ar. Entre suas músicas mais famosas, estão "Sem Ar" (uma nova versão com banda) e "1 Minuto" (que conta com a participação da cantora Negra Li). As duas canções alcançaram o primeiro lugar nas paradas de rádio de todo o Brasil. Em 2009, ganhou o prêmio Melhores do Ano, no Domingão do Faustão, na categoria "Cantor Revelação", referente ao ano de 2008. Após seu segundo álbum Music não repetir o sucesso do primeiro, o contrato com a Universal foi rompido e D'Black passou anos realizando shows, mas sem mais representatividade na imprensa. Em 2017, D'Black participou da sexta temporada do talent show The Voice Brasil que é exibido pela Rede Globo. A sua participação nesta temporada do talent show, causou polêmica por ele já ser conhecido nacionalmente, apesar de não fazer sucesso como fazia no ano de 2008. Apesar da polêmica, o cantor continuou no talent show, na qual chegou a ser um dos finalistas da competição.
Em 2018, D'Black participou, junto com a sua esposa Nadja Pessoa da terceira temporada do reality show Power Couple Brasil que é exibido pela RecordTV. A empresária artística Nadja Pessoa acabou se destacando como a participante mais polêmica desta temporada do reality show, por ter tido no confinamento, um temperamento explosivo, ter tratado de forma ríspida alguns participantes e principalmente ter atritos com o seu próprio marido (D'Black). O casal foi eliminado na quarta semana do reality show e acabaram voltando na repescagem, mas poucos dias depois foram novamente eliminados da competição. A participação destacada de sua esposa Nadja no confinamento do Power Couple Brasil rendeu a ela um convite para participar neste mesmo ano de 2018 da décima temporada do reality show A Fazenda que é exibido pela RecordTV, no qual ela acabou aceitando o convite. Em sua segunda participação em um reality show, desta vez Nadja Pessoa acabou sendo expulsa da competição por agredir fisicamente o ator e personal trainer Caíque Aguiar. Após o casal ter tido uma participação destacada no reality show Power Couple Brasil e Nadja Pessoa se destacar também no reality show A Fazenda, o casal participou de mais um reality show no final do ano de 2018, chamado “Tudo ou Nadja”, que foi exibido no serviço de streaming de vídeo PlayPlus que é ligado ao Grupo Record. O reality show "Tudo ou Nadja" teve oito episódios, no qual acompanhou o cotidiano da empresária artística Nadja Pessoa e de seu marido D'Black, mostrando os bastidores do convívio matrimonial do casal.
Pouco tempo depois de deixar o confinamento do reality show Power Couple Brasil, ainda no ano de 2018, D'Black foi contratado pela RecordTV, para integrar o elenco dos cem jurados do talent show Canta Comigo. Em 2019, D'Black participou da quinta temporada do Dancing Brasil, na qual foi o vencedor da competição. Em maio de 2020, D'Black publicou um vídeo no Instagram, anunciando oficialmente a sua separação da empresária artística Nadja Pessoa, com quem em 2018 haviam participado como casal da terceira temporada do reality show Power Couple Brasil. O casamento entre Vinícius D'Black e Nadja Pessoa havia então chegado ao fim, após dez anos de união.

## Discografia

### Álbuns de estúdio
| Álbum           | Detalhes                                                                                   | Vendas                         |
| --------------- | ------------------------------------------------------------------------------------------ | ------------------------------ |
| Soul Brasileiro | - Lançamento: 9 de setembro de 2005 - Formatos: CD - Gravadora: Independente               |                                |
| Sem Ar          | - Lançamento: 27 de junho de 2008 - Formatos: CD, download digital - Gravadora: Universal  | - : 100.000[carece de fontes?] |
| Music           | - Lançamento: 28 de agosto de 2010 - Formatos: CD, download digital - Gravadora: Universal |                                |

### Extended plays(EPs)
| Álbum            | Detalhes                                                                                   |
| ---------------- | ------------------------------------------------------------------------------------------ |
| Amor             | - Lançamento: 23 de outubro de 2013 - Formatos: Download digital - Gravadora: Independente |
| Vinicius D'Black | - Lançamento: 22 de dezembro de 2017 - Formatos: Download digital - Gravadora: Universal   |

### Singles
Como artista principal
| Título                             | Ano  | Álbum                         |
| ---------------------------------- | ---- | ----------------------------- |
| "Sem Ar"                           | 2008 | Sem Ar                        |
| "1 Minuto" (part. Negra Li)        | 2008 | Sem Ar                        |
| "Eu Quero Entender"                | 2009 | Sem Ar                        |
| "Sol"                              | 2009 | Sem Ar                        |
| "Só Você e Eu"                     | 2010 | Music                         |
| "Se Eu For Embora"                 | 2010 | Music                         |
| "Lembrar Você"                     | 2013 | Amor                          |
| "Eu Quero Dançar"                  | 2014 | Não adicionado a nenhum álbum |
| "Você Quer"                        | 2016 | Não adicionado a nenhum álbum |
| "Prefiro Você"                     | 2017 | Não adicionado a nenhum álbum |
| "Foge Comigo"                      | 2017 | Não adicionado a nenhum álbum |
| "Incondicional"                    | 2017 | Vinícius D'Black              |
| "A Gente Se Completa"              | 2018 | Não adicionado a nenhum álbum |
| "Jogo Proibido" (part. Anny Petti) | 2018 | Não adicionado a nenhum álbum |
| "Musa"                             | 2019 | Não adicionado a nenhum álbum |

Como artista convidado
| Título                                      | Ano  | Álbum                         |
| ------------------------------------------- | ---- | ----------------------------- |
| "Olha Pra Mim" (Marina Elali part. D'Black) | 2019 | Não adicionado a nenhum álbum |

## Filmografia

### Televisão
| Ano           | Título              | Papel                   | Nota         |
| ------------- | ------------------- | ----------------------- | ------------ |
| 2003          | Popstars            | Participante            | 2ª temporada |
| 2007          | Dance Dance Dance   | Marcos Paulo Neto (MP3) |              |
| 2017          | The Voice Brasil    | Participante            | 6ª temporada |
| 2018          | Power Couple Brasil | Participante            | 3ª temporada |
| 2018-2019     | Tudo ou Nadja       | Ele mesmo               | 1ª temporada |
| 2018–presente | Canta Comigo        | Jurado                  |              |
| 2019          | Dancing Brasil      | Participante            | 5ª temporada |
| 2019          | Bancando o Chef     | Participante            | 2ª temporada |

### Cinema
| Ano  | Título                       | Personagem |
| ---- | ---------------------------- | ---------- |
| 2008 | Maré, Nossa História de Amor | Jonatha    |